# Донауешинген
Донауешинген (њем. Donaueschingen) град је у њемачкој савезној држави Баден-Виртемберг. Једно је од 20 општинских средишта округа Шварцвалд-Бар.

## Географски и демографски подаци
Донауешинген се налази у савезној држави Баден-Виртемберг у округу Шварцвалд-Бар. Град се налази на надморској висини од 686 метара. Површина општине износи 104,6 km². У самом граду је, према попису из 2012. године, живјело 21.088 становника. 
Просјечна густина становништва износи 202 становника/km².

## Међународна сарадња
| Мјесто     | Држава    | Врста сарадње | Од    |
| ---------- | --------- | ------------- | ----- |
| Каминојама | Јапан     | партнерство   | 1995. |
| Вац        | Мађарска  | партнерство   | 1993. |
|            | Француска | партнерство   | 1964. |
| Извор      |           |               |       |